# WebGL
WebGL은 웹 기반의 그래픽 라이브러리이다. 자바스크립트 프로그래밍 언어를 통해서 사용할 수 있으며 호환성이 있는 웹 브라우저에서 인터랙티브한 3D 그래픽을 사용할 수 있도록 제공된다.
WebGL은 플러그인의 사용없이 3차원 컴퓨터 그래픽스 API를 제공하는 캔버스 HTML 요소의 일부분이다. 2011년 3월 3일에 세부 사양이 버전 1.0으로 출시되었다. WebGL은 비영리 단체인 크로노스 그룹에 의해서 관리되고 있다.

## 개요
WebGL은 OpenGL ES 2.0을 기반으로 하고 3차원 그래픽을 사용하기 위한 프로그래밍 인터페이스를 제공한다. WebGL은 HTML5 캔버스 요소를 사용하고 문서 객체 모델 인터페이스를 사용해서 액세스할 수 있다. 자바스크립트 언어의 일부로서 자동 메모리 관리자가 제공된다.

## 기능 도입
WebGL은 구글 크롬, 인터넷 익스플로러 11에서 실행되고 모질라 파이어폭스 4, 사파리, 오페라의 개발 버전(development release)에서 실행된다. 그뿐 아니라 WebGL은 노키아 N900의 PR1.2 펌웨어 업데이트에서도 가능하다.

## 개발
WebGL은 비영리 컨소시엄 테크놀로지 크로노스 그룹에 의해서 관리되고 있다. 애플, 구글, 모질라, 오페라가 WebGL 워킹 그룹에 포함되어 있다. 이 그룹의 의장은 Vladimir Vukićević이다.

## 역사
WebGL은 모질라 소속 Vladimir Vukićević가 시작한 캔버스 3D 연구에서 커져갔다. 2006년에 Vukićević가 처음으로 캔버스 3D 프로토타입 시연을 했다. 2007년 말까지 모질라와 오페라가 각각 따로 구현했다. 2009년초, 모질라와 크로노스가 WebGL 워킹 그룹을 시작했다.
초기 유명한 애플리케이션으로는 구글 보디 브라우저가 있다.

## 강좌
Mozilla Developer Network와 Learning WebGL에 WebGL에 대한 강좌가 있다.

## 개발자 라이브러리
WebGL 개발을 위한 몇몇 라이브러리가 있다. WebGLU 라이브러리는 처음으로 공개된 라이브러리이다. 보관됨 2011-11-04 - 웨이백 머신 그 외의 라이브러리로는 GLGE, C3DL, Copperlicht, SpiderGL, SceneJS, Processing.js, XB,bsWebGL  포인트스트림이 있다.

## 같이 보기
- O3D - 예전에 구글이 제작한 플러그인 기반의 Web 3D이며 현재  WebGL의 상위에서 사용되고 있다.
- GLSL - WebGL 상에서 작동되는 오픈 크로스 플랫폼 하이레벨 셰이딩 언어(엄밀히 따지면, WebGL은 GLSL-ES2의 방언이라고 할 수 있다. 보관됨 2011-05-14 - 웨이백 머신)
- VRML - 가상현실 모델링 언어이며, 월드 와이드 웹과 함께 1994년에 고안된 3D 인터랙티브 벡터 그래픽을 대표하는 ISO 스탠다드 파일 포맷이다.
- X3D - 2004년에 릴리즈된 VRML을 계승하는 가상현실 모델링 언어.
- 자바 OpenGL - 자바에서 OpenGL을 사용할 수 있는 래퍼 라이브러리.